# Citroën Type A
Citroën Type A - первый автомобиль Citroën, производившийся с июня 1919 по декабрь 1921 года в Париже. Было произведено 24 093 транспортных средства.
Во время Первой мировой войны Андре Ситроен производил боеприпасы. Еще в 1917 году Citroën исследовали развитие легкой среднеразмерной машины под руководством Жюля Саломона.
Под обозначением 10 HP Type A выпускался двигатель с водяным охлаждением и четырьмя цилиндрами, объёмом 1327 куб.см и мощностью 18 л.с. Его максимальная скорость составляла 65 км/ч (40 миль/ч). Кузов имел шасси с перевернутыми эллиптическими пружинами спереди и двойными эллиптическими сзади. Торможение на задние колеса управлялось только рычагом с ножной педалью.
Корпус был выполнен в двух вариантах с различными кузовами. На удлиненной версии были доступны кузова Торпедо, Торпедо спорт, Conduite Intérieure, Купе-де-Виль и легкий грузовик; на укороченной - Торпедо, Conduite Intérieure, Купе-де-Виль и фургон.
В первый год производства стоимость составляла 7,950 франков. Через год цена продажи повысилась до 12,500 франков.
С производительностью до 100 автомобилей в сутки, Citroën стал первым массовым производителем в Европе.